# Julia Lester
Julia Rose Lester (Los Angeles, 28 de janeiro de 2000) é uma atriz e cantora norte-americana, conhecida pelo seu papel de Ashlyn Caswell na série de televisão High School Musical: The Musical: The Series, do Disney+.

## Infância e educação
Lester é de Woodland Hills, Los Angeles. Ela é judia. Ela é a filha mais nova de Kelly e Loren Lester, neta de Helen e Peter Mark Richman e sobrinha de Lucas Richman. Suas irmãs, Jenny e Lily, também estão no show business.
Ela frequentou a Calabasas High School e atualmente está na universidade.

## Filmografia

### Cinema
| Ano  | Título                         | Papel        | Notas                         |
| ---- | ------------------------------ | ------------ | ----------------------------- |
| 2011 | The One Who Got Away           | Jovem Cherie | curta-metragem                |
| 2020 | Annie Minerals, Teen Therapist | Annie        | curta-metragem                |
| TBA  | What She Said                  |              | Produtora associada; em breve |

### Televisão
| Ano       | Título                                       | Papel           | Notas                              |
| --------- | -------------------------------------------- | --------------- | ---------------------------------- |
| 2014      | Neckpee Island                               | Mona            | FIlme para Televisão               |
| 2016      | Bella and the Bulldogs                       | Gracie Crenshaw | Episódio: "Bella in the Spotlight" |
| 2017      | Mom                                          | Emily           | 3 episódioss                       |
| 2018      | The Thundermans                              | Smith           | Episódio: "Revenge of the Smith"   |
| 2019      | Prince of Peoria                             | Suzie           | 2 episódios                        |
| 2019      | Game Shakers                                 | Tonya Mulligan  | Episódio: "Why Tonya"              |
| 2019–2023 | High School Musical: The Musical: The Series | Ashlyn Caswell  | Papel principal                    |

### Web
| Ano       | Título                     | Papel  | Notas                          |
| --------- | -------------------------- | ------ | ------------------------------ |
| 2017–2018 | Mr. Student Body President | Ingrid | Papel recorrente; 14 episódios |

## Teatro
| Ano  | Título                                       | Papel                | Notas                                        |
| ---- | -------------------------------------------- | -------------------- | -------------------------------------------- |
| 2017 | Joseph and the Amazing Technicolor Dreamcoat | Narradora/ Conjunto  | Teatro Kavli, Thousand Oaks                  |
| 2018 | Into the Woods                               | Chapeuzinho Vermelho | Cupcake Theatre, Los Angeles                 |
| 2018 | Next to Normal                               | Natalie              | Hillcrest Center For The Arts, Thousand Oaks |
| 2018 | Calvin Berger                                | Bret                 | Hudson Backstage Theatre, Hollywood          |